# Pazderna (Zdechovice)
Rybník Pazderna  je rybník o rozloze 8,4 ha nalézající se asi 0,5 km severně od centra obce Zdechovice v okrese Pardubice. Rybník je součástí areálu sloužícího pro sportovní rybolov. Pod hrází rybníka se v minulosti nalézal mlýn, který ukončil svou činnost počátkem 20. století.

## Galerie

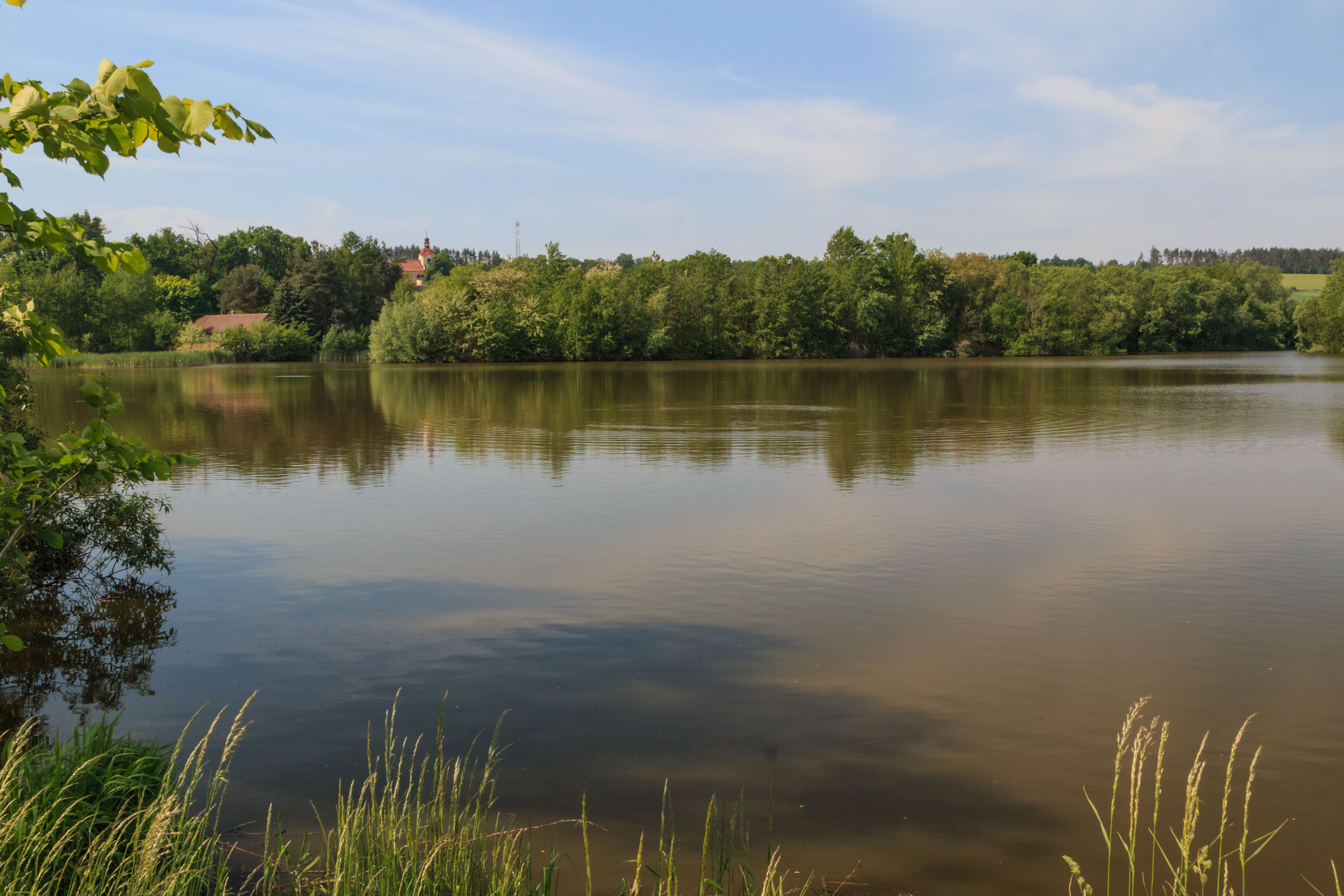
pohled na rybník Pazderna u Zdechovic
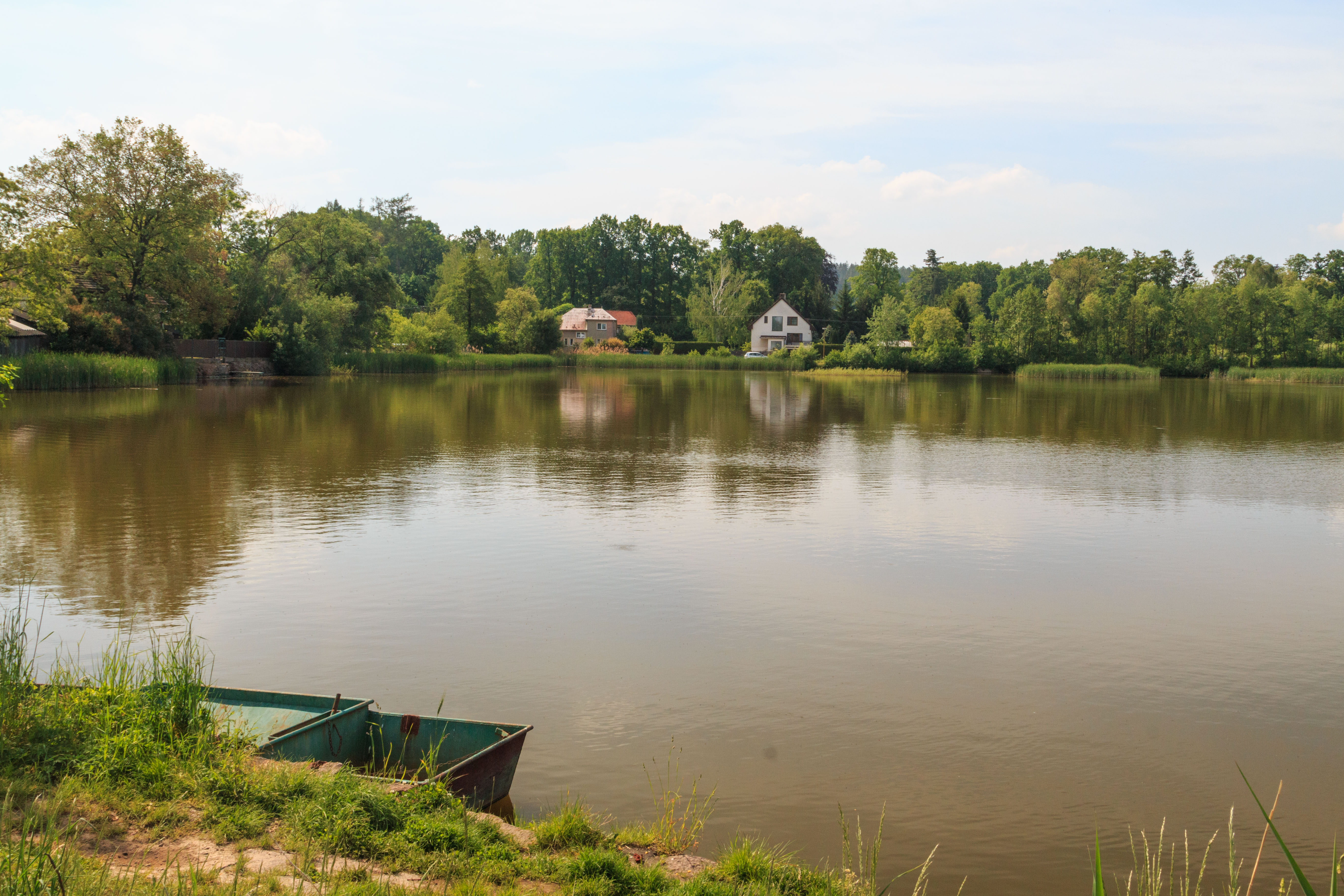
pohled na rybník Pazderna u Zdechovic
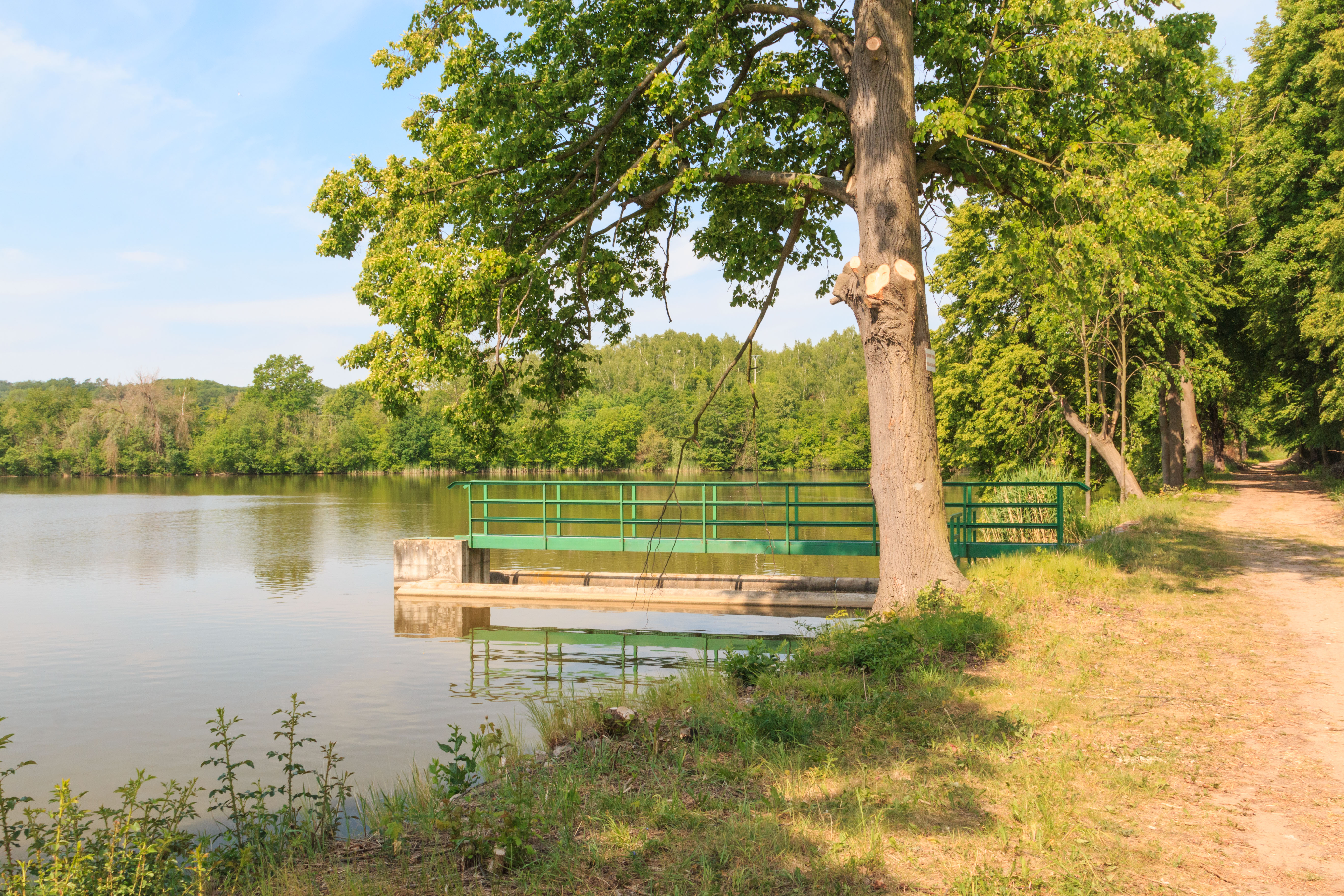
pohled na rybník Pazderna u Zdechovic
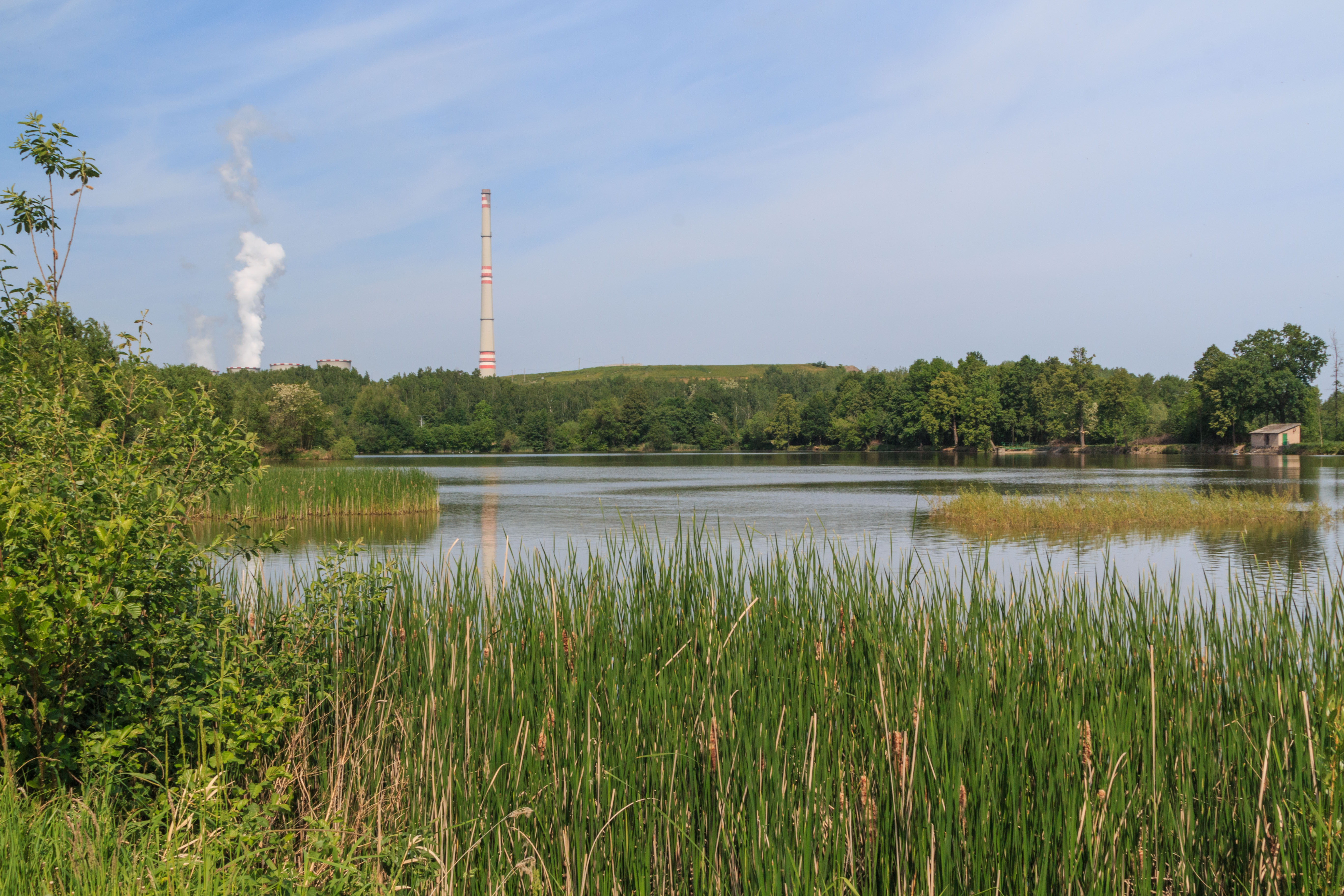
pohled na rybník Pazderna u Zdechovic